# Oltchim
Oltchim SA – rumuńskie przedsiębiorstwo chemiczne zlokalizowane w Râmnicu Vâlcea.

## Historia
Przedsiębiorstwo zostało założone 15 maja 1966 jako Combinatul Chimic Râmnicu Vâlcea. Rok później rozpoczęto budowę pierwszych instalacji produkcyjnych. Pierwszymi uruchomionymi instalacjami była elektroliza (1968) oraz wytwórnie alkoholi oxo i lindanu (1969). W roku 1970 uruchomiono produkcję chlorku winylu (o wydajności 40 tys. ton rocznie) oraz poli(chlorku winylu (36 tys. ton/rok). W kolejnych latach uruchomiono wytwórnie następnych produktów m.in. tlenku propylenu (1977, 10 tys. ton/rok), glikolu propylenowego (1977, 6300 ton), polioli (1978, 3 tys. ton), poliwęglanów (1978, 400 t), fosgenu (1978, 8500 ton), alfa-naftolu (1983, 2 tys. ton) czy karbarylu (1983, 2 tys. ton).
W 1990 roku spółka zmieniła nazwę na Oltchim (nazwa pochodzi od przepływającej przez Râmnicu Vâlcea rzeki Aluta (ro, Olt), a jej akcje zostały wprowadzone na Giełdę Papierów Wartościowych w Bukareszcie (Bursa de Valori București). 

## Postępowanie upadłościowe
Na początku XXI wieku spółka popadła w problemy finansowe, 30 stycznia 2013 wszczęto wobec niej postępowanie upadłościowe. W ramach działań naprawczych wyłączono część instalacji. Zmniejszone zapotrzebowanie na media spowodowało problemy m.in. w elektrociepłowni CET Govora, która czasowo zatrzymała dostawy pary technologicznej do należących do Ciechu zakładów sodowych. 
Spółka PCC Rokita była zainteresowana nabyciem aktywów należących do Oltchim, ale ostatecznie nie złożyła oferty kupna.  

## Działalność sponsorska
W 1973 roku spółka założyła żeński klub piłki ręcznej AS Chimistul Ramnicu Valcea, który później funkcjonował pod nazwą Clubul Sportiv Oltchim Râmnicu Vâlcea. Była to czołowa drużyna w Rumunii (19 razy zdobyła mistrzostwo kraju). Po wszczęciu postępowania upadłościowego, spółka zaprzestała finansowania klubu i został on rozwiązany.

## Źródła
- Historia na stronie firmy